# 젓갈

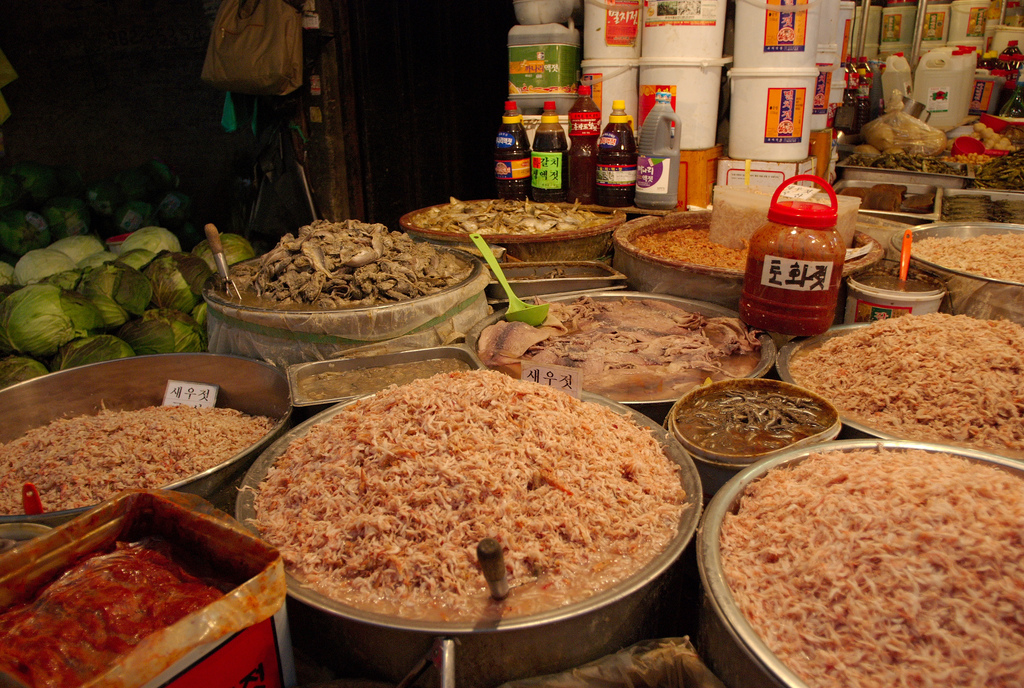
새우젓, 토하젓, 액젓, 멸치젓 등 여러 가지 젓갈들이 경동시장의 어느 가게에 쌓여 있다.

젓갈 또는 젓은 각종 어패류의 살, 알, 창자 등을 소금 또는 소금기가 있는 양념에 절여 삭힌 저장 식품이다. 일부는 육류를 이용해 만들기도 한다. 만드는 방법에 따라 여러 가지 종류가 있으며, 반찬 또는 조미용으로 사용된다. 식해는 소금으로 절인 생선을 토막을 쳐서 쌀밥이나 조밥과 고춧가루를 넣어 버무린 뒤 삭힌 것으로 '생선젓'이라고도 한다.

## 젓갈의 기원
젓갈의 기원은 음식의 발효의 역사와 깊은 연관을 지닌다. 음식을 발효시키는 것은 인도, 베트남, 타이 등 더운 지방에서 처음으로 시작되었다고 전해진다. 이 지역의 무더운 기후로 인해서 채집, 수렵 등을 통해 얻어진 음식 중 남은 것은 쉽게 상하여 버려졌다. 그러나 일부 사람들은 그 상한 듯 보이는 음식이 자연적으로 발효가 되어, 새로운 맛을 지닌 음식이 되는 것을 발견하였다. 농업 지역에서는 콩을 이용한 발효 음식이 발전하였고, 어업 지역에서는 해산물을 이용한 발효 식품이 점차 나타나게 되었다.
젓갈에 관한 현존하는 기록 중 가장 오래된 것은 중국 최고의 자서(字書) 중의 하나인 《이아(爾雅)》로 기원전 3세기에서 5세기 경에 기록되었다. 이 문헌에서는 생선으로 만든 젓갈을 '지(鮨)', 육류로 만든 젓갈을 '해(醢)'라고 부르며, 이것이 젓갈의 기원으로 여겨진다.

#### 한국의 젓갈
한국의 젓갈은 신석기 시대에 기원하는 것으로 추정되고 있다. 문헌상으로는 《삼국사기》〈신라본기〉의 신문왕 3년(683년)의 기록에 왕후를 맞이하는 폐백 음식으로 등장한다. 고려시대를 거쳐 조선 시대에는 담그는 방법에 따라 크게 네 종류가 있었으며, 종류는 오늘날보다 다양하였다.

## 젓갈을 담그는 시기
젓 담그는 시기는 어패류의 수확시기에 따라 다르며, 계절 별로 분류해 보면 다음과 같다.
- 1월: 어리굴젓, 명란젓, 창난젓, 뱅어젓
- 2월: 어리굴젓, 조개젓, 멸치젓
- 3월: 어리굴젓, 꼴뚜기젓, 곤쟁이젓
- 4월: 꼴뚜기젓, 조개젓, 조기젓, 황석어젓, 대합젓, 홍합젓
- 5월: 조기젓, 멸치젓, 준치젓, 솔젓, 정어리젓, 병어젓
- 6월: 갈치젓, 오징어젓갈, 새우젓
- 7월: 오징어젓, 곤쟁이젓
- 8월: 오징어젓, 대합젓
- 10월: 토하젓, 명란젓, 장젓, 연어알젓
- 11월: 전복젓, 명란젓, 창난젓, 어리굴젓, 연어알젓
- 12월: 굴젓, 뱅어젓, 연어알젓

## 젓갈의 종류

### 생선을 이용한 젓갈류
- 멸치젓 - 멸치로 담근 젓
- 정어리젓 - 정어리를 담근 젓
- 조기젓
- 황석어젓 (조기젓) - 황석어(참조기)를 이용하여 담근 젓
- 아가미식해
- 가자미 식해 - 함경도의 대표적인 향토음식으로 토막낸 가자미를 양념에 섞어 만든 젓갈 반찬이다. 참가자미를 소금에 절인 후, 좁쌀밥과 무채, 고춧가루, 파, 마늘, 생강, 체를 친 엿기름 가루를 섞어서 항아리에 담아 3~6일간 삭힌다.[6]
- 전어젓
- 갈치젓
- 자리젓
- 밴댕이젓
- 오징어젓갈
- 꼴뚜기젓
- 낙지젓

### 생선의 내장이나 기관을 이용한 젓갈류
- 명란젓 - 명태의 알인 명란을 담근 젓, 주로 고춧가루로 매운 맛을 낸다.
- 창난젓 - 명태의 창자를 이용하여 담근 젓, 주로 고춧가루로 매운 맛을 낸다
- 대구아가미젓
- 갈치내장젓(갈치속젓) - 전라도 특산물.
- 전어밤젓
- 전복내장젓
- 성게알젓
- 청어알젓
- 연어알젓

### 갑각류를 이용한 젓갈류
- 새우젓 - 가장 일반적으로 사용되는 젓으로, 작은 새우로 젓을 담근다

육젓 - 6월에 수확하여 담근 새우젓을 일컫는다. 새우젓 중 가장 상등품으로 치며, 김장용 김치를 담글 때 가장 많이 소비된다.
오젓 - 5월에 수확하여 담근 새우젓을 일컫는다
- 토하젓 - 전라도 지방의 민물새우인 토하로 담근 젓.
- 새우장
- 게장 - 간장에 담궈서 먹거나, 고춧가루로 담궈서 먹는다.

### 조개를 이용한 젓갈류
- 조개젓 - 조개로 담근 젓
- 어리굴젓 -굴로 담근 젓.충남 서산시에서 나며,매콤한 맛의 젓갈이다.
- 소라젓
- 전복장

## 젓갈을 이용한 음식
- 김치 - 젓갈의 종류에 따라 다양한 김치의 맛을 낸다.
- 새우젓국 - 야채와 새우젓으로 만든 음식으로 시원한 맛이 나는 국이다.
- 알탕 - 주로 명란젓을 넣고 끊인 탕요리이다.

## 유사한 생선 발효음식
- 그라브락스(gravlax) - 스칸디나비아의 요리로 소금과 설탕, 그리고 딜로 가공시킨 연어 요리이다. 예전에는 그라브락을 가볍게 발효시켰지만, 현재는 큐어링(curing) 과정만을 거친다.
- 느억 맘(nước mắm) -베트남 요리에서 생선을 발효시켜 간장과 유사한 형태의 어장이다.
- 락피스크(rakfisk) - 노르웨이 요리로 송어나 곤들매기 종류 생선 소금에 절여 2달에서 3달 발효시킨 음식이다.
- 바구옹 - 필리핀요리에서, 멸치를 소금에 절여 발효시킨 음식이다.
- 시오카라 - 일본 음식으로, 쌀겨와 유자 껍질을 이용하여 발효시킨다.
- 수르스트룀밍(surströmming) - 스웨덴 북부지방의 진미로, 발트해의 청어를 소금에 절이고 발효시킨다. 발효로 인한 강한 냄새를 풍긴다.
- 치타탓푸 - 연어 내장을 소금에 절인 아이누의 음식
- 하우카르들 - 아이슬란드의 상어고기를 발효시킨 음식이다.
- 안초비 페이스트 - 정어리, 멸치 등을 소금에 절여 발효시킨 음식이다.
- 이크라 - 러시아 어로 알 이란 뜻. 빵위에 버터를 바른 뒤 얹어 먹는다.
- 케첩 - '케첩'이 원래는 남중국과 동남아에서 유럽으로 수출되던 생선 젓갈이었다. 鮭汁(한국식 발음으로는 규즙, 복건성 방언으로 Catsup). 이것이 영국 및 유럽의 무역상들에게 고가로 팔려나가서 유럽에서 각종 음식으로 만든 유사품 케첩들이 등장했다.

## 특산지
충청남도 논산시 강경읍 강경포구가 대표적인 특산지이다.

## 같이 보기
- 바구옹

## 참고 문헌
- 〈젓갈〉, 《한국민족문화대백과》, 한국학중앙연구원
- 젓갈 상식 및 각종 젓갈의 담그는 방법
- 식혜와 식해의 구분
- 젓갈의 역사, 효능, 종류 및 젓갈 고르는 법에 관한 정보 제공
- 가 볼만 한 곳 / 논산 '강경 젓갈축제' (출처: SK투어서비스)
- 간략한 젓갈의 역사와 발효 정보